# Kurt von Wahlen-Jürgass

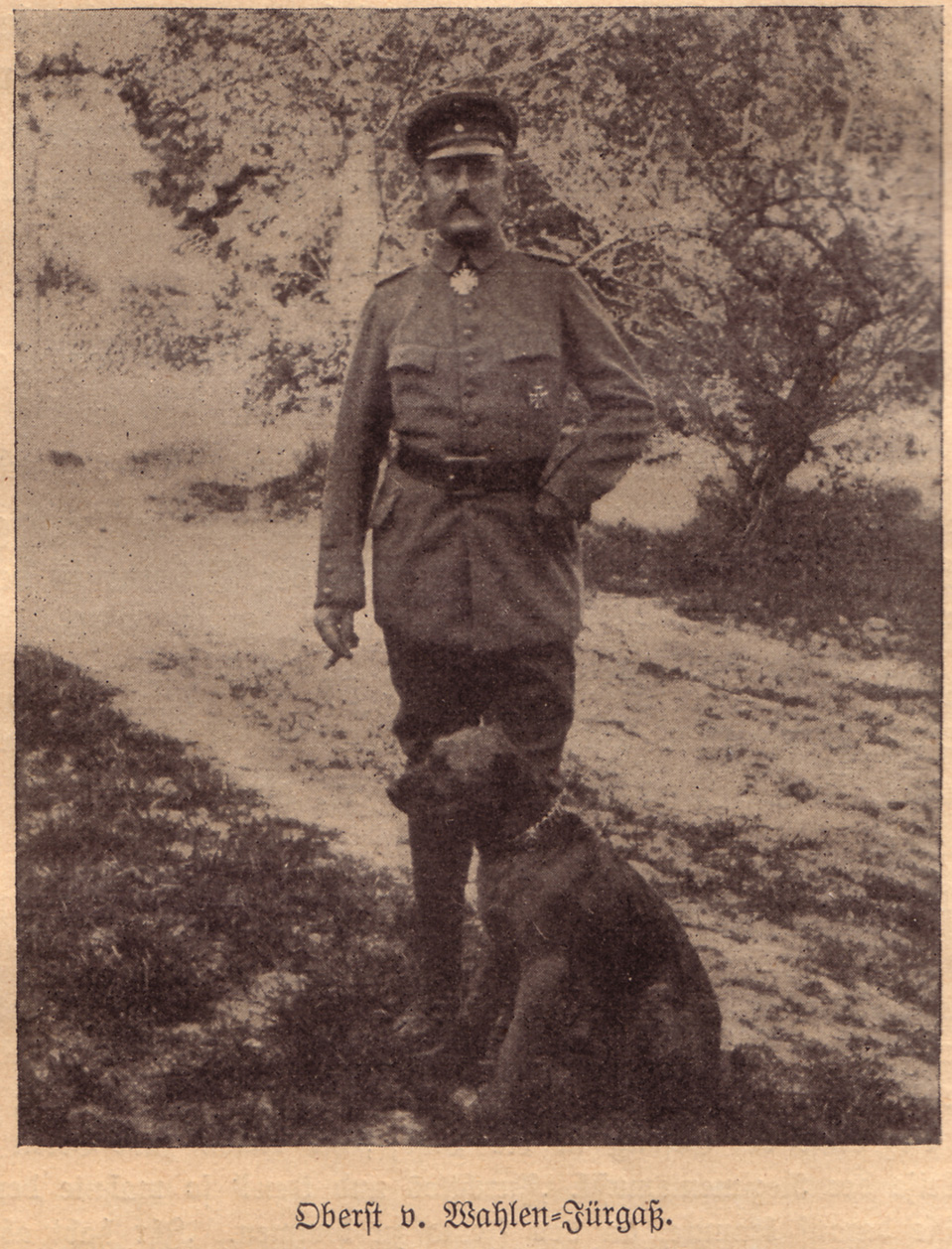
Kurt von Wahlen-Jürgass

Kurt Eugen Georg von Wahlen-Jürgass (* 27. September 1862 in Breslau; † 27. November 1935 in Karlsruhe) war ein preußischer Offizier, zuletzt Generalmajor.

## Leben
Wahlen-Jürgass wurde am 12. April 1879 als charakterisierter Fähnrich aus dem Kadettenkorps kommend dem 2. Niederschlesischen Infanterie-Regiment Nr. 47 der Preußischen Armee überwiesen. Seit 11. Dezember 1880 Sekondeleutnant wurde er am 17. Oktober 1893 als Premierleutnant und Adjutant zur 20. Infanterie-Brigade kommandiert. Unter Belassung in diesem Kommando folgte am 27. Januar 1894 seine Beförderung zum Hauptmann unter gleichzeitiger Versetzung in das Grenadier-Regiment „Graf Kleist von Nollendorf“ (1. Westpreußisches) Nr. 6.
Am 20. November 1900 versetzte man ihn in das 2. Badische Grenadier-Regiment „Kaiser Wilhelm I.“ Nr. 110 und am 31. Mai 1912 kam er zum Stab des 1. Badischen Leib-Grenadier-Regiments Nr. 109 in Karlsruhe.
Ab 4. April 1914 war Wahlen-Jürgass über den Beginn des Ersten Weltkriegs bis 7. Oktober 1915 Kommandeur des Königs-Infanterie-Regiments (6. Lothringisches) Nr. 145. Anschließend hatte er bis 9. September 1917 das Kommando über die 68. Infanterie-Brigade, war dann bis 6. August 1918 Kommandeur der 42. Infanterie-Brigade und erhielt schließlich das Kommando über die 21. Infanterie-Division.
Nach Kriegsende aus dem aktiven Dienst verabschiedet, war Wahlen-Jürgass Mitglied im Offizierverein  Badischen Leib-Grenadier-Regiments e. V. in Karlsruhe und im Verband der Offiziere des Königs-Infanterie-Regiments 145.
In seiner Todesanzeige vom 14. Dezember 1935 aus „Der Königs-Infanterist“ hieß es:
„Am 27. November 1935 verstarb in Karlsruhe, 73 Jahre alt, wenige Monate nach seiner ihm im Tode vorangegangenen Gattin, der Generalmajor a. D. Kurt v. Wahlen-Jürgaß. Ritter beider Eisernen Kreuze, des Kronenordens II. Kl. u. a. h. Orden. Mit ihm verlieren wir Königs-Infanteristen unseren hochgeschätzten letzten Friedenskommandeur und heldenhaften Regiments- und Brigadekommandeur im Kriege. … Am 27. September 1862 zu Breslau geboren, tritt v. Wahlen-Jürgaß im April 1879, noch nicht siebzehnjährig, als char. Portepee-Fähnrich in das Infanterieregiment 47 ein, 1894 ist es Brigade-Adjutant, anschließend Kompaniechef im Regt. 97 und Grenadier-Regt. 110. Die weitere militärische Laufbahn führte den 1908 zum Major Beförderten im Jahre 1912 ins badische Leib-Grenadier-Regt. 109 nach Karlsruhe, wo er bald als Oberstleutnant aufrückte. Am 4. Juli 1914 wird v. Wahlen-Jürgaß Oberst und Kommandeur unseres Königs-Regimentes. Als solcher rückt er einen Monat später an der Spitze unserer Bataillone in den Krieg. Was der Vollendete als Regimentskommandeur und vom Oktober 1915 als unser Brigadekommandeur geleitet hat. … Bald nach Kriegsende warf ihn unheilbare Krankheit aufs Lager. … Nun ist er der Krankheit erlegen, der auch Kaiser Friedrich erlag. …“